# Imantodes phantasma
Imantodes phantasma är en ormart som beskrevs av Myers 1982. Imantodes phantasma ingår i släktet Imantodes och familjen snokar. Internationella naturvårdsunionen kategoriserar arten globalt som otillräckligt studerad.
Artens utbredningsområde är Panama. Den vistas i bergstrakter vid cirka 1100 meter över havet. Habitatet utgörs av fuktiga skogar. Denna orm klättrar i träd och i den låga växtligheten.
Inga underarter finns listade i Catalogue of Life.